# District de Wardha
Le district de Wardha (Marathi: वर्धा जिल्हा )  est un district de la division de Nagpur, dans l'état du Maharashtra en Inde.

## Population
Le district a une population de 1 300 774 habitants en 2011. Son chef-lieu est Wardha.